# Jacques Nompar de Caumont
Ne doit pas être confondu avec Jacques Nompar de Caumont La Force.
Pour les autres membres de la famille, voir Maison de Caumont.
Jacques Nompar de Caumont, seigneur, marquis puis 1er duc de La Force, pair de France, né le 30 octobre 1558 et mort le 10 mai 1652 au château de La Force en Périgord, est un gouverneur du Béarn, vice-roi de Navarre sous Henri IV, maréchal de France sous Louis XIII, et mémorialiste français.

## Biographie

### Famille
Jacques Nompar de Caumont est issu d'une famille protestante. Son père était François de Caumont, seigneur de Castelnau, et sa mère, Philippa de Beaupoil,.
Le 5 février 1577 il épouse Charlotte de Gontaut-Biron, fille du maréchal Armand de Gontaut-Biron et de Jeanne, dame d'Ornesan. Elle meurt en juin 1635 après lui avoir donné 12 enfants,.
1. Armand Nompar de Caumont, marquis puis duc de la Force, né vers 1580, maréchal de France, mort en 1675.
2. Jean Nompar de Caumont, marquis de Montpouillan, né en 1581, mort en 1621. Il était aux sièges de Montauban et de Tonneins où il trouva la mort.
3. Henri-Nompar de Caumont, duc de La Force, marquis de Castelnau, né en 1582, mort en 1678. Il était au siège de Montauban où il tua le duc de Mayenne.
4. Jacques Nompar de Caumont, seigneur de Mas-Durand[Note 1] tué au siège de Juliers en 1610.
5. Charles Nompar de Caumont, seigneur de Mas-Durand.
6. Pierre Nompar de Caumont, baron d'Eymet.
7. Jean Jacob Nompar de Caumont, marquis de Tonneins, mestre de camp du régiment de Tonneins[6].
8. François Nompar de Caumont, marquis de Castelmoron, seigneur de Montpouillan, maréchal de camp, gouverneur de Béarn, gouverneur de la Principauté de Montbéliard et du comté de Belfort, marié à Marguerite de Viçose et père de la femme de lettres Charlotte-Rose de Caumont La Force.
9. Jacqueline Nompar de Caumont.
10. Isabelle Nompar de Caumont.

### Le massacre de la Saint-Barthélemy

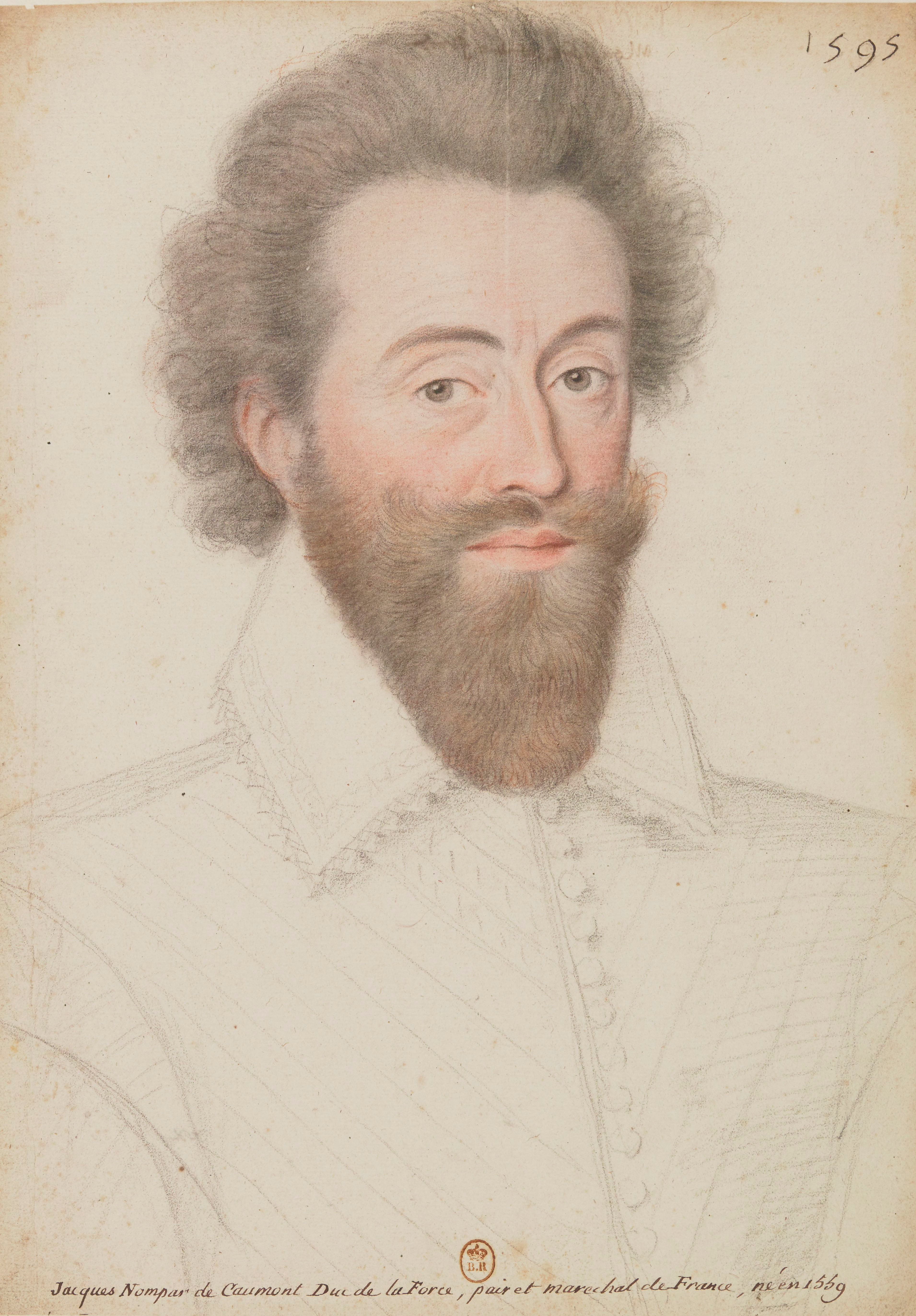
Jacques Nompar de Caumont, dessin attribué à François Quesnel, Paris, BnF, 1595.

Son père, son frère aîné et lui, avec d'autres membres de la famille de Caumont, étaient venus à Paris pour assister au mariage d'Henri de Navarre avec Marguerite de Valois. Ils habitaient rue de Seine dans le faubourg Saint-Germain-des-Prés. Protestants, ils figuraient parmi ceux qui devaient être éliminés. Il a raconté le massacre. Le temps mis par les soldats pour aller au faubourg avait été suffisant pour que les protestants soient prévenus et pour que la plupart puissent s'enfuir, comme Jean II de Ferrières, seigneur de Maligny et vidame de Chartres, Gabriel de Lorges, comte de Montgomery, qui avait mortellement blessé Henri II, ainsi que son oncle, Geoffroy de Caumont. Son fils aîné étant malade, François de Caumont ne voulut pas partir. Ils ne furent pas immédiatement tués, mais le mardi suivant par une troupe commandée par le comte de Coconat, rue des Petits-Champs. Jacques fait semblant d'être mort entre les corps de son père et de son frère. Couvert de sang, il est ensuite sauvé par un marqueur de jeu de paume qui le mène chez sa tante, Jeanne de Gontaut, sœur du maréchal de Biron et protestante. Ce dernier, catholique modéré, le cache à l'Arsenal. La Force suivit le parti d'Henri de Navarre aux côtés duquel il fait ses premières armes et dont il resta toujours le fidèle compagnon et lui resta dévoué jusqu'à la fin. Il était dans le carrosse royal lorsque, le 14 mai 1610, Ravaillac porta le coup mortel au roi.

### Carrière militaire

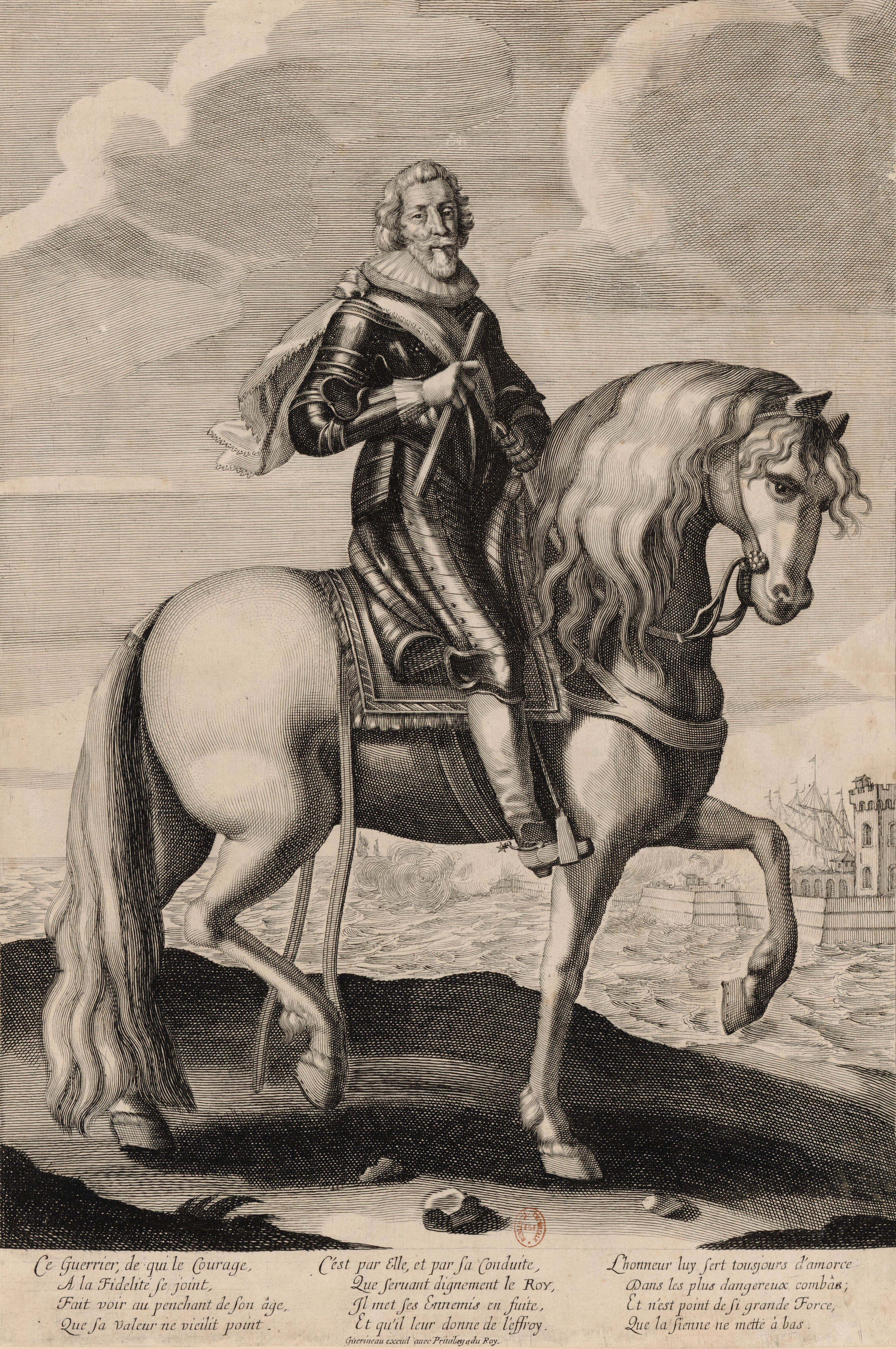
Jacques Nompar de Caumont, duc de La Force, maréchal de France, Paris, BnF, XVIIe siècle.

Après la Saint-Barthélemy, Caumont entre au service et sous la protection du roi de Navarre, le futur Henri IV. Il suit le prince dans ses campagnes militaires et obtient en récompense de sa loyauté, une fonction importante dans le gouvernement de son Périgord natal en 1588.
Entre 1590 et 1592, il participe aux sièges de Paris, Chartres et Rouen. Le 1er mars 1593, il devient gouverneur et lieutenant-général du Béarn et de Navarre.
En 1621, lors des premières rébellions huguenotes, il défend Montauban assiégée par Louis XIII secondé par ses deux fils Jean de Caumont de la Force, marquis de Montpouillan et Henri Nompar de Caumont, marquis de Castelnau, duc de la Force.
En 1622 il reçoit le bâton de maréchal de France en échange de la reddition, sans combat, de Sainte-Foy-la-Grande et, en 1636 participa au Siège de Corbie, en Picardie.
Grand serviteur de la couronne, en 1637, il accède à la dignité de duc et pair. Lui et son fils Armand Nompar participèrent activement à la guerre menée par Louis XIII et Richelieu.
Il enlève à 76 ans la forteresse de La Mothe défendue par Antoine de Choiseul d'Isches, qui y perdra la vie.
Il décède le 10 mai 1652, à l'âge de 93 ans. Ses Mémoires (Paris, 1843, 4. vol. in-8o) sont accompagnés de ceux de ses deux fils, l'aîné, Armand, et le second, Henri .
Sa demeure parisienne a donné son nom à la prison de la Force.